# Digenetische cyclus
Een digenetische cyclus (zelden ook difasische cyclus genoemd) is een levenscyclus, waarbij er een afwisseling is van twee verschillende generaties: een haploïde generatie (de gametofyt), ontstaan uit een (meio-)spore en een diploïde generatie (de sporofyt). Dergelijke organismen worden diplohaplonten genoemd. Dit staat onder andere tegenover een haplofasisch cyclus bij de haplonten, waar de meiose direct na de vorming van de zygote plaatsvindt (zygotische meiose).
Bij de digenetische cyclus valt onderscheid te maken tussen een gametische cyclus en een sporische cyclus op grond van het moment van de reductiedeling (meiose):
1. men spreekt van een gametische meiose als de gameten meiotisch gevormd worden door een diploïde individu (gametofyt), die na de bevruchting zich uit de zygote gevormd heeft. Er is dus geen haploïde generatie te onderscheiden, maar alleen een diploïde generatie. Een dergelijke levenscyclus wordt daarom diplofasische cyclus genoemd.
2. men spreekt van een sporische of intermediaire meiose als door meiose aan een diploïde individu (sporofyt) de haploïde sporen worden gevormd. Deze sporen worden dan ook wel meiosporen genoemd.

## Sporische cyclus
Bij de digenetische cyclus met sporische meiose worden de haploïde (meio-)sporen gevormd door meiose. Er is een zowel een diploïde generatie als een haploïde generatie te onderscheiden. Bij de sporische cyclus zijn een- en tweehuizige soorten te onderscheiden.
Op grond van het verschil in grootte, morfologie en levensduur van de individuen onderscheidt men de isomorfe (van gelijke vorm) en de heteromorfe (=anisomorfe, van ongelijke vorm) generatiewisseling. Dominantie in de ruimte gaat meestal gepaard met dominantie in de tijd: de morfologisch meest ontwikkelde fase leeft meestal ook het langst. De dominante generatie kan de gametofyt zijn (zoals bij mossen, levermossen en hauwmossen), of de sporofyt (zoals bij varens en zaadplanten).

### Isomorfe digenetische cyclus
Bij een isomorfe diplohaplont zijn de haploïde generatie (gametofyt) en de diploïde generatie (sporofyt) morfologisch en in levensduur vrijwel gelijk; men spreek van isomorfe generatiewisseling. Een dergelijke cyclus wordt aangetroffen bij enkele bruinwieren (Phaeophyta), roodwieren (Rhodophyta) en groenwieren (Chlorophyta), evenals bij alle slijmzwammen van de stam Plasmodiophoromycota en enkele schimmels van de stammen Chytridiomycota en ascomyceten (|Ascomycota).

### Heteromorfe digenetische cyclus
Bij de heteromorfe cyclus zijn de gametofyt en de sporofyt verschillend in grootte, morfologie en/of levensduur van de individuen, waarbij
- de gametofyt kan overheersen (dominante gametofyt), of
- de sporofyt kan overheersen (dominante sporofyt).

#### Heteromorfe cyclus met dominante gametofyt
Bij de heteromorfe digenetische cyclus met dominante gametofyt overheerst de gametofyt in grootte en levensduur. Als de gametofyt overheerst spreekt men van heteromorfe generatiewisseling met dominante gametofyt.
Een dergelijke cyclus wordt gevonden bij talrijke algen (Haptophyta, verscheidene bruinwieren (Phaeophyta), groenwieren (Chlorophyta) en roodwieren (Rhodophyta)), levermossen (Marchantiophyta), hauwmossen (Anthocerotophyta) en mossen (Bryophyta).
De mossen zijn gewoonlijk een eenhuizige, isosporangiate, isospore diplohaplont, en zijn slechts zelden tweehuizig en heterospoor. De gametofyt is dominant en de sporofyt parasiteert op de gametofyt. Het kaboutermos (Buxbaumia) heeft echter een gametofyt die betrekkelijk snel afsterft, zodat de groene sporofyt een tijdje zelfstandig leeft tot aan de sporerijping.

#### Heteromorfe cyclus met dominante sporofyt
Als de sporofyt overheerst spreekt men van heteromorfe generatiewisseling met dominante sporofyt. Dit type cyclus komt voor bij enkele algen (diverse bruinwieren, groenwieren), enkele slijmzwammen, bepaalde groepen schimmels (enkele Chytridiomycota) en bij varens, naaktzadigen (gymnospermen) en bloemplanten = bedektzadigen).
Voorbeelden:
- Lycopodium is een isosporangiate, isospore diplohaplont met dominante, eenhuizige sporofyt
- Selaginella is een heterosporangiate, heterospore diplohaplont met dominante, eenhuizige sporofyt.

## Gametische cyclus
Bij de digenetische cyclus met gametische meiose worden door mitose de diploïde sporen gevormd, de zgn. mitosporen. De gametofyt die hier uit ontstaat is dan diploïde. In de gametangia ontstaan door meiose de haploïde gameten. Een voorbeeld is hier het groenwier Cladophora glomerata.

## Samenvattend overzicht
In het samenvattende overzicht worden de cytologische kernfasewisseling (als kommen) en de morfologische generatiewisseling (als rijen) gecombineerd weergegeven.
| Biologische levenscycli bij meercellige organismen met geslachtelijke voortplanting | Biologische levenscycli bij meercellige organismen met geslachtelijke voortplanting | Biologische levenscycli bij meercellige organismen met geslachtelijke voortplanting | Biologische levenscycli bij meercellige organismen met geslachtelijke voortplanting | Biologische levenscycli bij meercellige organismen met geslachtelijke voortplanting                                                        |
|                                                                                     |                                                                                     | Cytologische kernfasewisseling                                                      | Cytologische kernfasewisseling                                                      | Cytologische kernfasewisseling |
| Type organisme →                                                                    | Type organisme →                                                                    | Haplont                                                                             | Diplont                                                                             | Diplohaplont = Haplodiplont |
| ----------------------------------------------------------------------------------- | ----------------------------------------------------------------------------------- | ----------------------------------------------------------------------------------- | ----------------------------------------------------------------------------------- | --- |
| Kernfase; Kernfasewisseling →                                                       | Kernfase; Kernfasewisseling →                                                       | Haplofase; Haplofasisch                                                             | Diplofase; Diplofasisch                                                             | Afwisseling haplofase ↔ diplofase; Diplohaplofasisch = Heterofasisch                                                                       |
| Meiose moment →                                                                     | Meiose moment →                                                                     | Zygotisch                                                                           | Gametisch                                                                           | Sporisch = Intermediair |
| Morfo- logische generatie- wisseling                                                | Monogenetisch: (monofasisch)                                                        | Monogenetische haplont                                                              | Monogenetische diplont                                                              | |
| Morfo- logische generatie- wisseling                                                | Digenetisch: (difasisch)                                                            |                                                                                     | Digenetische diplont                                                                | Digenetische diplohaplonten \| Isomorf, isospoor \| ↓ Heteromorf ↓ \| ↓ Heteromorf ↓ \| \| Isomorf, isospoor \| isospoor \| heterospoor \| |
| Morfo- logische generatie- wisseling                                                | Trigenetisch: (trifasisch)                                                          |                                                                                     |                                                                                     | Trigenetische diplohaplont |
| Isomorf, isospoor                                                                   | ↓ Heteromorf ↓                                                                      | ↓ Heteromorf ↓                                                                      |                                                                                     | |
| Isomorf, isospoor                                                                   | isospoor                                                                            | heterospoor                                                                         |                                                                                     | |